# Кауја (Бакау)
Кауја (рум. Căuia) насеље је у Румунији у округу Бакау у општини Деалу Мориј. Oпштина се налази на надморској висини од 185 m.

## Становништво
Према подацима из 2002. године у насељу је живело 472 становника, од којих су сви румунске националности.